# Bad Company (album)
A Bad Company a Bad Company brit rockzenekar debütáló nagylemeze. 1975-ben jelent meg.
Az album a Billboard 200 listán az első helyig jutott. A maga ötmilliós eladott példányszámával a RIAA 46. legkeresettebb 1970-es évekbeli albumának számít. A Can't Get Enough és Movin' On dalok az 5. és 19. helyet szerezték meg a Billboard Hot 100 listán. Szerepel az 1001 lemez, amit hallanod kell, mielőtt meghalsz című könyvben.

## Az album dalai
| 1. | Can't Get Enough  | Mick Ralphs     | 4:16 |
| 2. | Rock Steady       | Paul Rodgers    | 3:46 |
| 3. | Ready for Love    | Ralphs          | 5:01 |
| 4. | Don't Let Me Down | Rodgers, Ralphs | 4:22 |

| 1. | Bad Company      | Rodgers, Simon Kirke | 4:50 |
| 2. | The Way I Choose | Rodgers              | 5:05 |
| 3. | Movin' On        | Ralphs               | 3:21 |
| 4. | Seagull          | Rodgers, Ralphs      | 4:06 |

| 1. | Superstar Woman | Rodgers | 5:04 |

A dal Paul Rodgers 1982-es szólóalbumán, a Cut Loose-on jelent meg.
| 1. | Little Miss Fortune | Rodgers | 3:53 |
| 2. | Easy on My Soul     | Rodgers | 4:11 |

A Little Miss Fortune a Can't Get Enough kislemez B-oldalán jelent meg. Az Easy on My Soul egy korábbi Free-dal új felvétele. A Movin' On kislemez B-oldalán adták ki.

## Helyezések

### Album
| Év   | Lista               | Helyezés |
| ---- | ------------------- | -------- |
| 1974 | Kanada (RPM)        | 7        |
| 1974 | Norvégia (VG-lista) | 17       |
| 1974 | UK Albums Chart     | 3        |
| 1974 | Billboard 200       | 1        |
| 1975 | Új-Zéland (RIANZ)   | 27       |

### Kislemezek
| Év   | Kislemez         | Lista                 | Helyezés |
| ---- | ---------------- | --------------------- | -------- |
| 1974 | Can't Get Enough | Billboard Pop Singles | 5        |
| 1975 | Movin' On        | Billboard Pop Singles | 19       |

## Közreműködők
- Paul Rodgers – ének, másodgitár a Can't Get Enough-on, zongora a Bad Company-n és a Don't Let Me Down-on
- Mick Ralphs– gitár, billentyűk a Ready for Love-on
- Simon Kirke – dob
- Boz Burrell – basszusgitár
- Sue Glover and Sunny Leslie – háttérvokál a Don't Let Me Down-on
- Mel Collins – szaxofonok a Don't Let Me Down-on